# 大耐堂
29°59′22.9″N 121°26′37.4″E / 29.989694°N 121.443722°E
大耐堂是浙江省宁波市江北区慈城镇的一座明代建筑。建筑位于慈城镇西北角的三民路5号，为明代早期官宦建筑，现存正厅和东翼楼。正厅面阔三间深十一界，硬山顶，前廊设船篷轩。东翼楼面阔五间，深四界，南北端作歇山顶式。建筑1981年12月成为宁波市文物保护单位，1997年8月成为浙江省文物保护单位。